# Berlusconi und die Mafia
Berlusconi und die Mafia (Originaltitel: Berlusconi et la Mafia, scandales à l’italienne) ist ein französischer Dokumentarfilm von Olivier Toscer aus dem Jahr 2015 über den italienischen Politiker Silvio Berlusconi und dessen Verbindungen zur sizilianischen „Cosa Nostra“.

## Inhalt
Der Dokumentarfilm beleuchtet sowohl die dubiosen Finanzströme der Geschäfte des Politikers Silvio Berlusconi als auch seine Verbindungen zur sizilianischen „Cosa Nostra“ seit Beginn der 1970er Jahre.
Thematisiert wird unter anderem das in den 1970er Jahren von Berlusconi geplante Wohnviertel Milano Due in Segrate, welches mithilfe seines politischen Mittelmanns zur Mafia, Marcello Dell’Utri, zu großen Teilen mit Mafia-Geldern finanziert worden sein soll. Des Weiteren wird sein geschäftlicher Brancheneinstieg in das Kommerzfernsehen bis zur Gründung der Mediaset-Mediengruppe behandelt, bei dem zu großen Teilen Kapital des mächtigen Mafiosos Stefano Bontade geflossen sein soll.
Ein weiteres Thema ist die zum Anfang der 1990er Jahre großangelegte Untersuchung „Saubere Hände“ bezüglich politischer und finanzieller Korruption, durch die Berlusconis politischer Schutz rapide abgenommen hatte. Auch die Mafia-Verbindungen zu der von Berlusconi gegründeten Partei Forza Italia und seine gewonnene Parlamentswahl im Jahr 1994 werden beleuchtet.

## Liste der Interviewpartner
- Ezio Cartotto – Italienischer Politiker und Journalist
- Antonio Ingroia – Ehem. italienischer Staatsanwalt
- Roberto Scarpinato – Italienischer Staatsanwalt
- Francesco Di Carlo – Ehem. Cosa-Nostra-Mitglied und späterer Kronzeuge
- Massimo Ciancimino – Ehem. zwielichtiger italienischer Geschäftsmann
- Fedele Confalonieri – Präsident  der Mediaset-Mediengruppe
- Antonio Di Pietro – Ehem. italienischer Antimafia-Staatsanwalt
- Gherardo Colombo – Ehem. italienischer Richter
- Emilio Fede – Italienischer Journalist

## Hintergrund
Der von Cinétévé produzierte Dokumentarfilm wurde am 4. August 2015 in Frankreich im Rahmen des Programs Docs interdits auf France 3 veröffentlicht. Die deutsche Fassung, bearbeitet von der Synchronfirma Kelvinfilm, erschien mit einer auf 44 Minuten gekürzten Version ab dem 23. September 2016 auf ZDFinfo.